# Calliandra brevicaulis
Calliandra brevicaulis är en ärtväxtart som beskrevs av Marc Micheli. Calliandra brevicaulis ingår i släktet Calliandra och familjen ärtväxter.

## Underarter
Arten delas in i följande underarter:
- C. b. brevicaulis
- C. b. glabra